# Stazione di Kishoge
La stazione di Kishoge sarà una stazione ferroviaria che fornirà servizio a Kis, contea di Dublino, Irlanda. Verrà aperta nel 2013 e le linee che vi passeranno saranno il South West Commuter della Dublin Suburban Rail, la linea2 della Dublin Area Rapid Transit e l'InterCity che collega Dublino e Galway. Farà parte del progetto Kildare. La sua costruzione si è resa necessaria vista la costruzione dell'area residenziale di Kishoge. Sebbene la struttura sia già pronta, non c'è stata ancora l'apertura a causa della mancanza di sviluppo economico nella zona stessa, oltre che per la presenza di un numero ancora insufficiente di cittadini.